# Levity
Levity – założony w 2005 roku polski zespół łączący elementy rocka i jazzu, nawiązujący też do tradycji polskiej muzyki poważnej (Fryderyk Chopin). Wywodzi się ze środowiska warszawskiego klubu Chłodna 25. Trio współpracowało wspólnie m.in. z Gabą Kulką, Raphaelem Rogińskim, Tomaszem Dudą, Maciem Morettim i japońskim trębaczem Toshinori Kondo.

## Dyskografia
| Rok  | Tytuł                                                         |
| ---- | ------------------------------------------------------------- |
| 2009 | Levity - Data: 2009 - Wydawca: Lado ABC                       |
| 2010 | Chopin Shuffle - Data: 2010 - Wydawca: Universal Music Polska |
| 2011 | Afternoon Delight - Data: 2011 - Wydawca: Lado ABC            |